# Vårsandbi
Vårsandbi (Andrena praecox) är ett solitärt bi som hör till släktet sandbin och familjen grävbin.

## Beskrivning
Honan har övervägande blekbrun behåring i ansiktet med en del svart intill ögonen och de mörka antennerna. Även mellankroppen är blekbrun på ryggsidan, med ett inslag av orange hos unga djur. Färgen vitnar längs sidorna. Bakkroppen har tät, lång, blekbrun behåring, framför allt på de första tergiterna. Även den behåringen blekar hos äldre djur. Kroppslängden är 10 till 11 mm.
Hanen har vit ansiktsbehåring, som är mustaschliknande på clypeus (munskölden). Även hos hanen förekommer svarta hår intill ögonen. Käkarna är påtagligt långa, med en tydlig spets vid inre delen. Mellankroppen är nästan vit med ett svagt ljusbrunt inslag. Tergiterna 1 och 2 har långa, vita hår. Kroppslängden är 9 till 11 mm.

## Ekologi
Habitatet utgörs i hög grad av sandmarker som sand- och grustäkter och sandfält, men arten kan även förekomma på torrängar, ruderat, hedar, gles skog, skogsbryn och -gläntor samt floddalar.
Arten är ett av de vildbin som flyger tidigast om våren, från mars till tidigt i juni. Biet är specialiserat i sitt val av näringsväxter och samlar bara pollen från arter ur videsläktet, som bland annat sälg. Nektar kan den emellertid hämta från andra tidigblommande växter, som blåstjärnor (i familjen sparrisväxter), hästhov (korgblommiga växter) och vårkrokus (irisväxter).
Honan gräver boet i mark med litet eller inget vegetationstäcke. Boet anläggs ofta ensamt, men ibland i små kolonier tillsammans med bon från andra honor. Om boet hittas av en hona av vårgökbi (Nomada ferruginata), som är en boparasit, kan vårgökbiet lägga ägg i boet, ett i varje larvcell. När vårgökägget kläcks, dödar larven värdägget eller -larven, och lever sedan av den insamlade näringen.

## Utbredning
Arten förekommer i Europa från mellersta Sverige till delar av mellersta Spanien och mellersta Italien i söder, samt från Irland i väster till Uralbergen och vidare genom Asien till Turkiet, Georgien, Armenien, Azerbajdzjan och Kazakstan.
I Sverige förekommer arten i Götaland, Svealand och längs Norrlandskusten i höjd med Sundsvall.
I Finland finns arten från Åland och sydkusten norrut till Kajanaland med enstaka fynd i Norra Österbotten och nordöstra Lappland.

## Status
Vårsandbiet är klassificerat som livskraftigt (LC) både globalt, i Finland och i Sverige.